# Luzofonia
     Język ojczysty
     Język urzędowy i administracyjny
     Język kulturowy lub wtórny
     Mniejszości portugalskojęzyczne
     Języki kreolskie na bazie portugalskiego

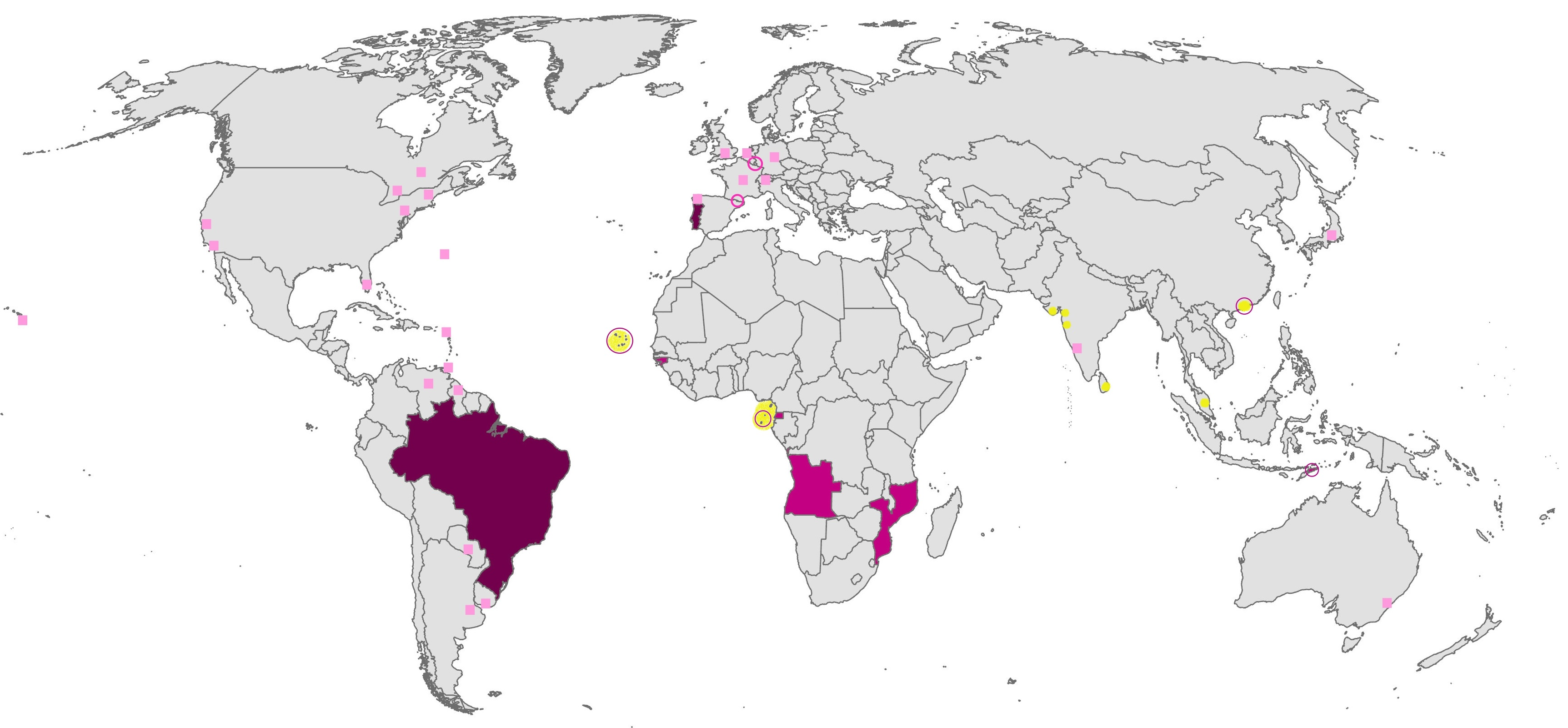
Narody, w których portugalski jest językiem urzędowym. Kraje Luzofonii są podzbiorem krajów, w których portugalski jest głównym językiem ojczystym.
Język ojczysty
Język urzędowy i administracyjny
Język kulturowy lub wtórny
Mniejszości portugalskojęzyczne
Języki kreolskie na bazie portugalskiego

Luzofonia (z port. Lusófonos) – jest grupą etniczno-językową ludzi i narodów na całym świecie, którzy mówią w języku portugalskim.
Luzofonia, znana również jako Świat Luzofonii (Mundo Lusófono), jest wspólnotą narodów portugalskojęzycznych, które istnieją w Europie, obu Amerykach, Afryce, Azji i Oceanii. Luzotańczycy stanowią ponad 270 milionów ludzi na całym świecie.

## Etymologia
Termin Luzofonia (ang. Lusophone) jest klasycznym związkiem, w którym łącząca się forma „Luso-” pochodzi od łacińskiego określenia obszaru z grubsza odpowiadającego współczesnej Portugalii, zwanego Luzytanią. Sufiks „-phone” pochodzi od starogreckiego słowa φωνή (phōnē), co oznacza „głos”. Użycie terminu Luzofonia odzwierciedla podobne terminy, takie jak Anglofonia dla narodów anglojęzycznych, Frankofonia dla narodów francuskojęzycznych, Hispanofonia dla narodów hiszpańskojęzycznych i Sinofonia dla narodów chińskojęzycznych. Termin ten jest czasami używany w odniesieniu do Wspólnoty Państw Portugalskojęzycznych, podobnej do Frankofonii.

## Historia
Po ustanowieniu portugalskiej przestrzeni kontynentalnej wraz z podbojem Algarve, ostatni królowie pierwszej dynastii poświęcili się planowaniu terytorium narodowego: promowali osadnictwo, wyzysk rolniczy, tworzenie struktur handlowych oraz obrony. W ten sposób dynastia Avis była w stanie zaangażować się w nowy proces ekspansji terytorialnej, który rozpoczął się w 1415 r. wraz z przejęciem Ceuty.
Po tym nastąpiło odkrycie archipelagów Madery i Azorów, eksploracja obu wybrzeży Afryki, przybycie do Ameryki Południowej (Brazylia) i różnych części Azji, takich jak Goa, Malakka i Timor.
W procesie powstawania portugalskiego imperium kolonialnego były brane pod uwagę motywy ekonomiczne i polityczno-strategiczne, powiązane z pewną ciekawością kulturową i naukową oraz intencją ewangelizacji. W tym kontekście poszanowanie tożsamości tubylców nie zawsze przeważało, ale w każdym razie trzeba uznać odwagę potrzebną do stawienia czoła nieznanemu, co pozwoliło odkrywcom i osadnikom zawrzeć sojusze i wspólnoty, przekształcając się i pozwalając sobie na transformację. Kontakt ze znalezionymi narodami zaowocował silną wymianą produktów, zwyczajów, technik, wiedzy (o medycynie, żeglarstwie, biologii itp.).
Ten długi historyczny proces skutkuje teraz tożsamością kulturową wspólną dla ośmiu krajów, zjednoczoną przeszłością i językiem, który wzbogacony różnorodnością rozpoznaje się jako jeden. Kraje te – Angola, Brazylia, Wyspy Zielonego Przylądka, Gwinea Bissau, Mozambik, Portugalia, Wyspy Świętego Tomasza i Książęca oraz Timor Wschodni – dzięki swoim jądrom emigranckim sprawiają, że portugalski jest jednym z najczęściej używanych języków na świecie, stanowiącym wspólnotę.
Dzisiaj wśród krajów Luzofonii utrzymywane są uprzywilejowane stosunki we współpracy politycznej i gospodarczej, w edukacji i sztuce, a wielcy twórcy Luzofonii to nie tylko osobowości portugalskie, ale także Pepetela, José Craveirinha, Jorge Amado czy Luandino Vieira.

## Państwa oficjalnie należące do Luzofonii
| Państwo                           | Populacja (stan na czerwiec 2017) | Więcej informacji                                         | Status                                                                                    |
| --------------------------------- | --------------------------------- | --------------------------------------------------------- | ----------------------------------------------------------------------------------------- |
| Brazylia                          | 207 353 391                       | Język portugalski w Brazylii                              | Używany przez zdecydowaną większość jako język ojczysty.                                  |
| Angola                            | 29 310 273                        | Język portugalski w Angoli                                | Używany przez znaczną mniejszość jako język ojczysty, a przez większość jako drugi język. |
| Mozambik                          | 26 573 706                        | Język portugalski w Mozambiku                             | Używany przez znaczną mniejszość jako język ojczysty.                                     |
| Portugalia                        | 10 839 514                        | Język portugalski w Portugalii                            | Używany przez zdecydowaną większość jako język ojczysty.                                  |
| Gwinea Bissau                     | 1 792 338                         | Język portugalski w Gwinei Bissau                         | Używany przez znaczną mniejszość jako język ojczysty.                                     |
| Timor Wschodni                    | 1 291 358                         | Język portugalski w Timorze Wschodnim                     | Używany przez mniejszość jako drugi język                                                 |
| Gwinea Równikowa                  | 778,358                           | Język portugalski w Gwinei Równikowej                     | Używany przez znaczną mniejszość jako język ojczysty.                                     |
| Makau                             | 601 969                           | Język portugalski w Makau                                 | Używany przez niewielką mniejszość jako język ojczysty.                                   |
| Republika Zielonego Przylądka     | 560 899                           | Język portugalski w Republice Zielonego Przylądka         | Używany przez większość jako drugi język.                                                 |
| Wyspy Świętego Tomasza i Książęca | 201 025                           | Język portugalski na Wyspach Świętego Tomasza i Książęcej | Używany przez zdecydowaną większość jako język ojczysty.                                  |
| Suma                              | ok. 279 milionów                  | Wspólnota Państw Portugalskojęzycznych                    |                                                                                           |

Uwagi:
1. 15% populacji Urugwaju mówi po portugalsku (w północnych regionach niedaleko Brazylii) jako języku ojczystym, choć nie jest to język urzędowy[4]. Dzięki temu portugalski jest drugim najczęściej używanym językiem w kraju. Wielu Urugwajczyków mieszkających w pobliżu granicy z Brazylią mówi również mieszanką hiszpańskiego i portugalskiego o nazwie Portuñol(inne języki)[5]. Podobne połączenie portugalskiego, hiszpańskiego i Guarani (Jopara) występuje wzdłuż granicy z Paragwajem.

## Organizacje
Oficjalne kraje Luzofonii są zgrupowane we Wspólnocie Krajów Portugalskojęzycznych od 1996 r. (zgodnie ze wzorem Wspólnoty Narodów Anglojęzycznych). Ponadto portugalskie kraje afrykańskie zorganizowały się w PALOP (Países Africanos de Língua Oficial Portuguesa).
Istnieje również wiele innych instytucji, takich jak:
- Associação de Cultura Lusófona (ACLUS), Stowarzyszenie Kulturalne Luzofonii
- Associação das Universidades de Língua Portuguesa (AULP), Organizacja Uniwersytetów Portugalskojęzycznych, założona w 1986 r.
- União das Cidades Capitais Luso-Afro-Américo-Asiáticas (UCCLA), Stowarzyszenie Kapitanów Portugalii, założone w 1985 r.
- Fundação Luso-Brasileira para o Desenvolvimento do Mundo da Língua Portuguesa, Portugalsko-Brazylijska Fundacja Rozwoju
- Associação dos Arquivistas dos Países de Língua Portuguesa, Stowarzyszenie Archiwistów z Krajów Portugalskojęzycznych
- Associação dos Engenheiros Agrónomos dos Países de Língua Portuguesa, Stowarzyszenie Inżynierów Rolników w Krajach Portugalskojęzycznych
- Association pour le Développement des Etudes Portugaises, Brésiliennes, d´Afrique et d´Asie Lusophones (ADEPBA), Francuskie Stowarzyszenie Badawcze
- Associação dos Comités Olímpicos de Língua Oficial Portuguesa (ACOLOP), Stowarzyszenie Komitetów Olimpijskich Urzędowego Języka Portugalskiego
- Federação Lusófona de Ciências da Comunicação (LUSOCOM), Stowarzyszenie Nauk Komunikacyjnych Luzofonii
- Associação dos Publicitários, Stowarzyszenie Profesjonalistów Reklamy

Inicjatywy takie jak portugalski nadawca telewizyjny RTP Internacional, a zwłaszcza PALOP, w szczególności RTP África, projekty portugalskiego Instytutu Camões i Fundacji Calouste Gulbenkiana oraz afrykańskie projekty portugalskiej pomocy rozwojowej (Portugalski Instytut Wspierania Rozwoju, IPAD) oraz portugalskie organizacje pozarządowe, takie jak Assistência Médica Internacional (AMI) czy Afectos com Letras są również ważne dla rozwoju Luzofonii. Należy również wspomnieć o współpracy w ramach partnerstw międzymiastowych luzofonii.

## Igrzyska Luzofonii
Igrzyska Luzofonii są odpowiednikiem Igrzysk Wspólnoty Narodów, czy też Igrzysk frankofońskich. Są to organizowane przez ACOLOP (Stowarzyszenie Komitetów Olimpijskich Urzędowego Języka Portugalskiego) multidyscyplinarne międzynarodowe zawody sportowe, w których rywalizują sportowcy z krajów Luzofonii oraz tych, które w jakiś sposób związane są z kulturą portugalską (np. Indie, Sri Lanka). Jednakże dotychaczas z możliwości udziału w imprezie nie skorzystały zespół autonomicznego rządu Galicji, Ghany czy zespół indonezyjskiej wyspy Flores. Igrzyska odbywają się w cyklu czteroletnim w latach poolimpijskich. Makau w 2006 roku było pierwszym gopsodarzem Igrzysk Luzofonii.

## Muzyka lusofonowa
Muzyka lusofonowa (zamiennie muzyka z Portugalii i krajów portugalskojęzycznych) to muzyka pochodząca z krajów portugalskojęzycznych lub z dowolnego miejsca, o ile jest wykonywana w języku kreolskim portugalskim lub portugalskim. W większości przypadków ten termin nie jest używany poza Internetem z powodu pewnych różnic kulturowych między narodami różnych krajów portugalskojęzycznych. Jednakże już pytania o tożsamość stanowią część wspólnych relacji między grupami osób mówiących po portugalsku na całym świecie, dzięki czemu ludzie z tych narodów mogą poznawać kultury innych narodów, co widać w sukcesie mediów brazylijskich (w takich dziedzinach, jak muzyka i telenowele) w Portugalii.